# In Stars and Time
In Stars and Time es un videojuego de rol de 2023 desarrollado por insertdisc5 y publicado por Armor Games Studios.  El juego tiene lugar en el país ficticio de Vaugarde, que está en proceso de ser congelado en el tiempo por una misteriosa figura conocida como el Rey. El jugador controla a Siffrin, miembro de un grupo de aventureros que espera derrotar al Rey y salvar Vaugarde. Siffrin se encuentra atrapade en un bucle temporal que el jugador puede manipular para resolver problemas. El juego presenta un sistema de combate por turnos que se basa en una fórmula de piedra, papel o tijera. Se basó en un conjunto de webcómics realizados por el desarrollador en 2018 y un prólogo corto en 2020 como prototipo para el juego final. In Stars and Time salió a la venta en 2023 para Windows y varias consolas. Las críticas del juego fueron generalmente positivas, elogiando a los personajes y la narrativa. Tras su lanzamiento, recibió menciones honoríficas para el Premio Nuovo y el Gran Premio Seumas McNally en el Festival de Juegos Independientes de 2024.

## Jugabilidad
In Stars and Time es un videojuego de rol visto desde una perspectiva desde arriba. Los jugadores controlan a le personaje principal, Siffrin, mientras intentan guiar al grupo a través del castillo y derrotar al Rey. El grupo navega por la Casa del Cambio y el pueblo que la rodea, donde el jugador puede iniciar combates con enemigos o interactuar con objetos y personajes.
El combate tiene lugar en una perspectiva en primera persona y el juego utiliza un sistema de batalla de tiempo activo. Los distintos personajes tienen tipos especializados basados en un sistema de piedra, papel o tijera, aunque también pueden utilizar ataques fuera de su especialidad. Los enemigos también tienen estos tipos, los cuales suelen indicarse mediante los gestos de sus manos. Cuando el grupo realiza cinco ataques consecutivos de un tipo, se ejecuta un movimiento jackpot. Estos ataques especiales de grupo pueden curar a los miembros del grupo e infligir daño a todos los enemigos.
A lo largo del juego, el jugador puede acabar repitiendo las mismas acciones varias veces, ya que Siffrin está atrapade en un bucle temporal. Sin embargo, también puede utilizar los bucles para aprender a resolver problemas, por ejemplo repitiendo conversaciones hasta elegir la opción correcta o encontrar un objeto determinado. Por lo general, los bucles sólo terminan cuando Siffrin muere, ya sea durante un combate o al encontrar objetos que matan a Siffrin. Después de retroceder en el tiempo, el jugador puede saltar a diferentes pisos, a costa de dinero del juego. Si el jugador se encuentra con un diálogo que ya ha visto, puede adelantarlo.

## Desarrollo
In Stars and Time fue desarrollado por la creadora en solitario Adrienne Bazir, también conocida como insertdisc5. El juego se originó en 2017 como un conjunto de webcómics protagonizados por le entonces sin nombre Siffrin. Bazir descubrió que el concepto de profecía y repetición tenía potencial para un juego de rol y desarrolló un breve prototipo: Start Again: A Prologue en 2020. Bazir utilizó RPG Maker MV para desarrollar el juego. En un principio, pretendía que tanto Start Again como el juego final tuvieran un alcance relativamente pequeño, pero ambos proyectos crecieron a medida que avanzaba el desarrollo. El estilo gráfico en blanco y negro se eligió por su sencillez.
Entre sus principales fuentes de inspiración se encuentran juegos de rol como Undertale y Tales of Symphonia. Bazir se inspiró en el segundo a la hora de escribir, ya que quería evitar centrarse excesivamente en Siffrin haciendo que cada miembro de su grupo fuera distinto y asegurándose de que tuvieran una «vida interior muy interesante y rica». Desde su punto de vista, Siffrin ni siquiera sería le personaje central de los acontecimientos ocurridos antes del inicio del juego, ya que otro miembro sería nombrado explícitamente como el «elegido» en el juego. The Stanley Parable también fue citada por Bazir como una «inspiración consciente» para el juego en su planteamiento de crear una «conversación con el jugador» e infundir una sensación de «inquietud».
La narrativa en bucle se vio influida por la naturaleza repetitiva y solitaria del encierro durante la pandemia COVID-19, y la escritura reflejaba las conexiones de Bazir con sus amigos durante ese tiempo. Además, querían ampliar el tropo de los videojuegos de volver a jugar secciones después de morir haciendo que el personaje principal recordara iteraciones anteriores. Algunas partes del juego se hicieron repetitivas intencionadamente para enfatizar la situación en la que se encuentra Siffrin y transmitir esos sentimientos al jugador. Bazir pretendía crear una experiencia para el jugador que fuera «auténtica» para la historia de Siffirin. La molestia del jugador cuando se repiten los diálogos se diseñó para reflejar lo que Siffrin también pensaría, y Bazir declaró que «el arte debería hacerte sentir malas emociones a veces». Sin embargo, también se inspiraron en The Stanley Parable para añadir momentos en los que la repetición se rompe y el jugador se ve «completamente sorprendido».
El juego fue anunciado por Bazir y Armor Games Studios en marzo de 2022, y se presentó en el evento Summer of Gaming de IGN en junio de 2023. Salió a la venta el 20 de noviembre de 2023 para Nintendo Switch, PlayStation 4, PlayStation 5 y Windows.
En 2024, tras el lanzamiento del juego, insertdisc5 y Studio Thumpy Puppy colaboraron con Yetee Records para crear una copia física en vinilo de la banda sonora completa. Además de una copia física del juego en edición limitada, insertdisc5 celebró el primer aniversario del lanzamiento del juego con un libro de ilustraciones con imágenes conceptuales y del desarrollo del juego.

## Recepción
In Stars and Time ha recibido críticas generalmente favorables según Metacritic. Catherine Lewis, crítica de TechRadar, afirmó que se le quedó grabado «durante mucho tiempo después de jugarlo», e Izzy Parsons, de RPGFan, lo describió como «un juego imprescindible para los fans de los juegos indie extravagantes», pero «repetitivo más a menudo de lo que me gustaría».
La narrativa fue elogiada por la crítica. Parsons describió la narrativa como «el verdadero corazón del juego» y «maravillosamente sentida y temática», y Sam Wachter de RPGamer alabó su «poderoso giro». Lewis describió el guion como «impecable» y con personajes «que transmiten con brillantez sus distintas personalidades». Em Stonham, redactora de Nintendo Life, alabó la construcción del mundo y recomendó el juego a los aficionados de Undertale y EarthBound.
Las reacciones a la mecánica de los bucles fueron diversas. Jenni Lada, de Siliconera, alabó la opción de saltar hacia delante durante los diálogos repetidos y calificó el juego como «considerado con tu tiempo». Lewis afirmó que los bucles no eran excesivamente repetitivos, pero consideró tediosos algunos de los retrocesos necesarios. Por otra parte, Parsons criticó el juego por causar «una sensación de estar atascado», pero señaló que encajaba con la historia, escribiendo que «a medida que Siffrin se frustra con los bucles, también lo hace el jugador». Jordan Rudek, de Nintendo World Report, afirmó que la repetición era «bastante tediosa» y difícil de seguir, aunque se aliviaba un poco con los cambios en los diálogos, mientras que Katharine Castle, de Rock, Paper, Shotgun, lo calificó de «relleno insatisfactorio». Wachter dijo que la naturaleza repetitiva de los bucles podía ser «agotadora» y un «castigo», pero admitió que hacía que progresar fuera «increíblemente gratificante».
The combat also received a positive response; Stonham said that it was entertaining and could become surprisingly challenging, and Lewis described the jackpot system as "incredibly satisfying". Parsons and Castle also praised the game's battles, but criticised them for remaining the same throughout different loops, claiming that they eventually encouraged the player to skip them or use the escape button.
La dirección artística del juego también fue muy elogiada. Parsons describió las ilustraciones como «bellamente dibujadas»; Wachter dijo que los enemigos eran «distintivos y llenos de personalidad». y que la paleta monocromática era «una elección audaz e interesante» que tenía coherencia temática con la narrativa. Lada ha calificado de eficaces la combinación de colores y el diseño de la interfaz de usuario.
Rebekah Valentine, de IGN, describió el juego como uno de sus RPG favoritos de 2023, e Izzy Parsons, del sitio de noticias de juegos RPGFan, lo incluyó entre sus juegos favoritos del año. Recibió una mención honorífica tanto para el Premio Nuovo como para el Gran Premio Seumas McNally en los Premios del Festival de Juegos Independientes de 2024, y también fue nominado por «Impacto emocional» en los Indie Game Awards.